# Allen Ginsberg
Irwin Allen Ginsberg (3 tháng 6 năm 1926 – 5 tháng 4 năm 1997) là một nhà thơ Mỹ, một trong những thủ lĩnh của Thế hệ Beat của thập niên 1960 và của cả thế hệ phản văn hóa sau đó. Ông đã mạnh mẽ phản đối chủ nghĩa quân phiệt, chủ nghĩa vật chất kinh tế và đàn áp tình dục. Ông được biết đến như là sự thể hiện các khía cạnh khác nhau của phong trào phản văn hóa này, chẳng hạn như quan điểm của ông về các loại ma túy, sự thù địch với tệ quan liêu và sự cởi mở với các tôn giáo Đông phương. Ông là tác giả của bài thơ Howl (Tiếng tru) nổi tiếng, trong đó ông tố cáo những gì ông coi là sự phá hoại đối với chủ nghĩa tư bản và đồng thuận tại Hoa Kỳ,

## Tiểu sử
Allen Ginsberg sinh tại Newark, New Jersey, là con của Louis Ginsberg, một nhà thơ có uy tín ở địa phương, và Naomi Levi Ginsberg, một phụ nữ Nga gốc Do Thái và là đảng viên của Đảng Cộng sản Hoa Kỳ. Allen Ginsberg học Đại học Columbia. Bước ngoặt trong đời chàng sinh viên đang mơ ước trở thành luật gia chuyên về luật lao động là khi ông gặp Jack Kerouack và Williams S. Burroughs, những nhà văn về sau sẽ trở thành nòng cốt của phong trào Beat. Tốt nghiệp đại học năm 1948, ông làm rất nhiều nghề: thủy thủ, thợ nhà in, rửa bát, điểm sách, nhân viên tiếp thị... Năm 1950 Allen Ginsberg đến San Francisco, ở đó ông gặp các nhà thơ Kenneth Rexroth, Gary Snyder, Lawrence Ferlinghetti.
Ngày 13 tháng 10 năm 1955, Ginsberg đọc bài thơ dài Howl (Tiếng tru) tại Gallery Six ở San Fransisco trước một cử tọa cuồng nhiệt. Bài thơ được nhà xuất bản Hiệu sách City Lights (Đèn Thành phố) của Ferlinghetti xuất bản năm 1956, đã bị ra tòa với tội danh "văn hóa phẩm bẩn thỉu", nhưng kết quả là trắng án. Bài thơ này được dịch ra 23 thứ tiếng trên thế giới. Howl và những bài thơ sau đó của Ginsberg thể hiện sự ảnh hưởng của thơ cổ Ấn Độ, các nhà thơ siêu thực Pháp, nhà thơ Anh William Blake và các nhà thơ Mỹ Walt Whitman, William Carlos Williams...
Ginsberg đã làm thay đổi giọng thơ Mỹ và trở thành bộ mặt trung tâm của trào lưu phản văn hóa thập niên 1960. Trong thời nhiễu loạn ấy giới trẻ Mỹ đã coi ông như người dẫn đường tinh thần, một Đạo sư của những kẻ "rời bỏ". Ông cũng tham gia những cuộc phản đối chính trị và đưa tinh thần ấy vào thơ (đòi quyền tự do, quyền của những kẻ yếu - nhất là những người đồng tính luyến ái, chống nhà nước cảnh sát Mỹ, chống Chiến tranh Việt Nam và chống bom hạt nhân).
Allen Ginsberg đã được bầu vào Viện Hàn lâm Nghệ thuật và Văn chương Mỹ Hoa Kỳ. Ông mất tại Thành phố New York vì bệnh ung thư gan.

## Tác phẩm
- Howl and Other Poems (Tiếng tru và những bài thơ khác, 1956)
- Empty Mirror: Early Poems (1961)
- Kaddish and Other Poems (Kaddish và những bài thơ khác, 1961)
- Reality Sandwiches (Thực tế cô đọng, 1963)
- Wichita Vortex Sutra (1966)
- T. V. Baby Poems (1967)
- Planet News (Tin tức của hành tinh, 1968)
- The Fall of America (Sự sụp đổ của nước Mỹ, 1972)
- The Fall of America: Poems of these States (1973)
- Mind Breaths: Poems 1971 - 1976 (1978)
- Plutonian Ode: Poems 1977 - 1980 (1982)
- Many Loves (1984)
- Cosmopolitan Greetings: Poems, 1986 - 1992 (1994)
- Collected Poems 1947–1980 (1984)
- Selected Poems: 1947–1995 (1996)
- Death & Fame (Cái chết và Danh vọng, 1997)

## Một bài thơ
| Song The weight of the world is love. Under the burden of solitude, under the burden of dissatisfaction the weight, the weight we carry is love. Who can deny? In dreams it touches the body, in thought constructs a miracle, in imagination anguishes till born in human-- looks out of the heart burning with purity-- for the burden of life is love, but we carry the weight wearily, and so must rest in the arms of love at last, must rest in the arms of love. No rest without love, no sleep without dreams of love-- be mad or chill obsessed with angels or machines, the final wish is love --cannot be bitter, cannot deny, cannot withhold if denied: the weight is too heavy --must give for no return as thought is given in solitude in all the excellence of its excess. The warm bodies shine together in the darkness, the hand moves to the center of the flesh, the skin trembles in happiness and the soul comes joyful to the eye-- yes, yes, that's what I wanted, I always wanted, to return to the body where I was born. | Bài ca Gánh nặng chốn trần gian là tình. Dưới gánh nặng của sự cô đơn dưới gánh nặng của sự không bằng lòng gánh nặng gánh nặng ta mang là tình. Ai người phủ nhận? Rằng trong mộng tình chạm vào thân trong ý tưởng tình làm nên điều kỳ diệu, kỳ công trong trí tưởng tượng tình đau buồn một khi chưa sinh trong người trần – nhìn từ trái tim tinh khiết cháy lên – vì gánh nặng chốn trần gian là tình nhưng gánh nặng ta mang mệt mỏi ta cần sự dịu êm trong vòng tay tình ái và cuối cùng có tĩnh lặng, dịu êm trong vòng tay tình ái nhưng chẳng có dịu êm chẳng tình không ngủ không nói mớ về tình – lạnh lẽo hay điên cuồng ám ảnh bởi thiên thần hay máy móc thì điều cuối cùng mong ước – là tình - chẳng cay đắng trong lòng không thể nào phủ nhận không thể nào giấu giếm dù có chối phăng: gánh nặng quả vô cùng nặng ta cần đem cho mà chẳng nhận về như ý tưởng từng đến trong sự cô đơn trong tất cả vẻ huy hoàng trong sự thừa mứa của tình. Thân xác ấm nồng cùng toả sáng lên trong bóng tối bàn tay qua lại về điểm trung tâm của xác thân làn da run bần bật vì hạnh phúc và tâm hồn hân hoan trong ánh mắt – vâng, vâng quả thật rằng tôi ao ước tôi luôn luôn ao ước quay trở về với thể xác kia nơi tôi sinh ra ngày trước. Bản dịch của Nguyễn Viết Thắng |